# Король дождя
«Король дождя» (англ. «The Rain King») — 8-й эпизод 6-го сезона сериала
«Секретные материалы». Премьера состоялась 3 января 1999 года на телеканале FOX.
Эпизод принадлежат к типу «монстр недели» и никак не связан с основной
«мифологией сериала», заданной в
первой серии.
Режиссёр — Ким Мэннэрс, автор сценария — Джеффри Белл, приглашённые звёзды — Клэйтон Ронер, Дэвид Мэниз, Виктория Джексон, Дирк Блокер, Фрэнки Инграссия, Шарон Мэдден, Том МакФедден, Дэн Гиффорд, Брайан Джонсон.
В США серия получила рейтинг домохозяйств Нильсена, равный 12,5, который означает, что в день выхода серию посмотрели 21,2 миллиона человек.
Главные герои серии — Фокс Малдер (Дэвид Духовны) и Дана Скалли (Джиллиан Андерсон), агенты ФБР, расследующие сложно поддающиеся научному объяснению преступления, называемые Секретными материалами.

## Сюжет
В данном эпизоде Малдера и Скалли просят расследовать странные погодные явления, происходящие в маленьком городке. Они находят мужчину, Дэрила Мутца, который утверждает, что вызывает дождь.